# Karl Huber

Karl Huber

Karl Huber (Sankt Gallen, 18 oktober 1915 - Köniz, 16 september 2002) was een Zwitsers jurist en politicus.
Huber bezocht de kantonsschool te Sankt Gallen en studeerde daarna rechten in Bern. In 1939 promoveerde hij tot doctor in de rechten. Vanwege het uitbreken van de Tweede Wereldoorlog (1939) kon hij het beroep van advocaat niet uitoefenen en werd hij jurist in overheidsdienst. Hij was medewerker van de secretaris-generaal van het Departement van Economische Zaken en vanaf 1946 eerste medewerker van de secretaris-generaal. Van 1954 tot 1967 was hij secretaris-generaal van het Departement van Buitenlandse Zaken. In die hoedanigheid voerde hij namens Zwitserland onderhandelingen over de stichting van de Europese Vrijhandelsassociatie (EVA).
Huber werd in december 1967 namens de Conservatieve Christelijk-Sociale Partij (KCSVP; voorloper van de in 1971 opgerichte Christendemocratische Volkspartij) tot bondskanselier gekozen. Hij trad op 1 januari 1968 in functie. Hij bleef bondskanselier tot 1981. Het kwam sinds de verkiezing van Gottlieb Ringier in 1881 niet meer voor dat iemand die geen vicekanselier was geweest tot bondskanselier werd gekozen.
Huber begon na zijn aantreden met een grootscheepse reorganisatie van de Bondskanselarij. Ook werd op de Bondskanselarij de toverformule doorgevoerd. Zo kreeg Karl Huber een lid van de Vrijzinnig Democratische Partij (Jean-Marc Sauvant) en een lid van de Sociaaldemocratische Partij van Zwitserland (Walter Buser) als vicekanseliers naast zich. Huber stond bekend als een krachtige persoonlijkheid.
Karl Huber ontving voor zijn verdiensten een eredoctoraat aan de Universiteit van Fribourg. Hij overleed op 86-jarige leeftijd.